# فيليب بروسينيك
فيليب بروسينيك (بالألمانية: Philipp Prosenik)‏ (3 مارس 1993 بفيينا في النمسا - ) هو لاعب كرة قدم نمساوي في مركز الهجوم. شارك مع منتخب النمسا تحت 17 سنة لكرة القدم ومنتخب النمسا تحت 19 سنة لكرة القدم ومنتخب النمسا تحت 21 سنة لكرة القدم ومنتخب النمسا لكرة القدم. أما مع النوادي، فقد لعب مع إيه سي ميلان ورابيد فيينا.

## وصلات خارجية
- فيليب بروسينيك على موقع قاعدة بيانات كرة القدم.إي يو (الإنجليزية)
- فيليب بروسينيك على موقع Soccerway.com (الإنجليزية)
- فيليب بروسينيك على موقع عالم كرة القدم.نت (الإنجليزية)